# Constitución de la Provincia de Formosa
La Constitución de la Provincia de Formosa, que rige actualmente a la provincia de Formosa, fue aprobada por una asamblea constituyente constitucional hecha en la Ciudad de Formosa en el año 1957. Esta Constitución fue reformada dos veces, en 1991 y la última en 2003 (permitiendo la reelección indefinida en Formosa).

## Preámbulo
Nos los representantes del pueblo de la provincia de Formosa, reunidos en Convención Constituyente, con el objeto de organizar los poderes públicos, afianzar las instituciones republicanas representativas, establecer un efectivo régimen municipal, defender la plena autonomía provincial; asegurar para todos sus habitantes el libre ejercicio de sus derechos civiles y políticos, los beneficios de la libertad, de la igualdad, de la justicia, y de la educación integral; promover el bienestar general propendiendo al desarrollo de la seguridad social, de la solidaridad, de la economía regional y de la más justa distribución de la riqueza, invocando la protección de Dios, fuente de toda razón y justicia, sancionamos esta Constitución para la provincia de Formosa.

Preámbulo reformado el 3 de abril de 1991

Nos, el pueblo de la provincia de Formosa, a través de sus representantes reunidos en Convención Constituyente, con el objeto de plasmar el modelo formoseño para un proyecto provincial, garantizar una mayor participación de los habitantes de la provincia, por sí y a través de las organizaciones libres del pueblo, en la administración de la cosa pública, para constituir un estado federal moderno, bajo la forma de gobierno representativa, republicana, democrático - participativa y social, desde una concepción humanista y cristiana, invocando la protección de Dios, fuente de toda razón y justicia, sancionamos la siguiente:

## Convencionales constituyentes
Los convencionales constituyentes fueron los siguientes:
Partido Justicialista
- Desde su creación siempre fue mayoría en las cámaras, tanto en Formosa como en el resto del país. Pero la Dictadura militar de Aramburu lo proscribió durante 18 años, entre 1955 y 1973. El resto de los partidos sacó provecho de esta proscripción, ya que ―bajo la protección de las sucesivas dictaduras cívico-militares― pudieron tener alguna actividad política, que su desdén hacia las mayorías populares había impedido.

Unión Cívica Radical Intransigente
- Arístides Emilio Bibolini (1898-1971).
- Luis Gutnisky (años 1910-1960).
- Emilio Tomás (1915-1984).
- Manuel Ángel Romero.
- José Isaac Peña
- Benjamín Levi Vera
- José Eliseo Guanes (1926-2007).
- Andrés Rébori (años 1910-).
- Carlos María González
- Moisés Azar
- Rosa de Jesús Pescatore de Tarantini (1917-).

Unión Cívica Radical del Pueblo
- José Cohen (años 1910).
- Rubén Osvaldo Cáceres
- Atlántico Ramón Forés (1912-1985).
- Alberto Domingo Montoya (1924-2009).
- Roberto Atencia (1917-1978).
- Osvaldo Marcial Rojas
- Conrado Argentino Granada (años 1920-).

Partido Demócrata Cristiano
- Norma Ahida del Rosso
- Enrique Maximiliano Alderete (años 1920).
- Marcilio Leguizamón
- Vicente Gregorio Siasia (1924-).

Partido Demócrata Formoseño
- Tomás Lafuente (1917-).

Partido Demócrata Progresista
- Manuel Domingo Lucas Barbieri (1927-).

Partido Socialista
- José Salomón (1918-años 2000).